# アピールコンサルタント
アピールコンサルタントとは依頼者にビジネスマナー、コミュニケーションスキルや対人スキル、面接に関する教育やアドバイス、講演といったサービスを提供するコンサルティング業務をする職業である。

## 概要
- 企業向け（ビジネスマナーで自分をアピールする方法、接客販売のためのアピール術、クレーム対応で信用をアピールする方法など）
- 学生向け（面接での自己アピール法、エントリーシートや履歴書でのアピール法など）
- 一般向け（起業方法、対人コミュニケーション術、結婚に近づくためのアピール術、個人向けのプライベートアピールレッスンなど）